# キビ亜科
キビ亜科（キビあか、Subfam. Panicoideae Link (1827)）は、イネ科の下位分類群の1つ。小穂は2個の小花のみからなり、小さく纏まっている。さらに小穂の間に分化が見られる例もある。非常に多くの属種を含み、キビやトウモロコシなど重要な作物も多く含んでいる。

## 概要
キビ亜科に含まれるものは非常に種数が多く、その姿も小穂の形も多様であるが、小穂の構成そのものは共通性が大きい。たとえばススキもエノコログサもトウモロコシも本亜科に含まれ、その外見は全く異なるが、実はその小穂の構造には明確な共通点がある。本群のものでは小穂は2個の小花しか含まず、さらに第1小花が退化的で先端の第2小花のみが稔性を持つ。第1小花は雄性花となっている例もあるが、花の構造が退化して頴のみとなっているものも多い。従って小穂の形はコンパクトになっている。他方で小穂の配列は複雑になっているものが多く、同型のものが並んでいるように見えても2個が1組になっている例や、さらにそのような小穂の間に形態の差があったり雌雄の小穂が異なる枝に出るなどの例もある。またC4植物であるものが多く、強光や高温下でも効率のいい光合成を行える。
多くの種があり、利用される局面も多い。作物としても穀物としてはキビやアワやトウモロコシなど、それにサトウキビがこの群に含まれる。他方でメヒシバやイヌビエなどの強雑草となるものも多く含まれ、いずれにしても馴染みの多いものが多く含まれている。

## 特徴
一年生ないし多年生の草本である。葉は普通は線形の細長い葉身を持つ。花序は円錐花序、総状花序などで、時に円錐花序であっても枝が短く小穂が密集して生じる密集円錐花序を作る。小穂は両性、あるいは単性で、後者の場合は雌雄同株または異株。小穂は単独で生じるか、時に対をなしてつける。その際、2個の小穂は長い柄を持つものと短い柄を持つものの対になっている。小穂は2個の小花のみを含み、腹背から扁平となっており、成熟するとその基部から包頴に包まれて脱落して散布される。小花の2個は形の異なる2形をしており、それらをつける小軸はごく短くなってカルスとなっている。包頴、あるいは第2小花の護頴が硬くなっている。鱗皮は2個で、肉質で、くさび形で先端は断ち切られた形になっている。雄しべは3個だが多少の増減がある。柱頭は2個で、これも多少の出入りがある。頴果には大型の胚があり、胚が頴果の1/3～1/2に及ぶ。小穂が散布される場合には包頴の下部で折れて包頴と共に散布されるか、あるいは包頴より上で折れて落ちるか、あるいは花序の軸が折れてバラバラになって散布される。

### 小穂の構造に関して
イネ科の小穂は多数の小花が軸に沿って並び、個々の小花は外側に護頴、内側に内頴と2枚の頴を持ち、それらの列の1番基部に2枚の包頴があるのを原則としている。そのような姿はウシノケグサ属やイチゴツナギ属ではそのままに見ることが出来る。しかし多くのイネ科の属ではその一部が退化したり分化したりということが見られ、そのような特徴が分類上で重視されてきた。そのためその変形を類型化することがなされており、それによると上記の基本に近いものをウシノケグサ型 Festuca typeという。それを含めて長田 (1993) は9つの型を示しているが、その中で本亜科のものに当たるのはトダシバ型、エノコログサ型、モロコシ型の3つである。
- トダシバ型 Arundinella typeは包頴とその内側の基部側から1番目と2番目の小花だけが残ってそれより先端は退化して2個の小花のみとなる。第2小花は両性でその基部に毛束があり、第1小花は雄性で毛束がない。

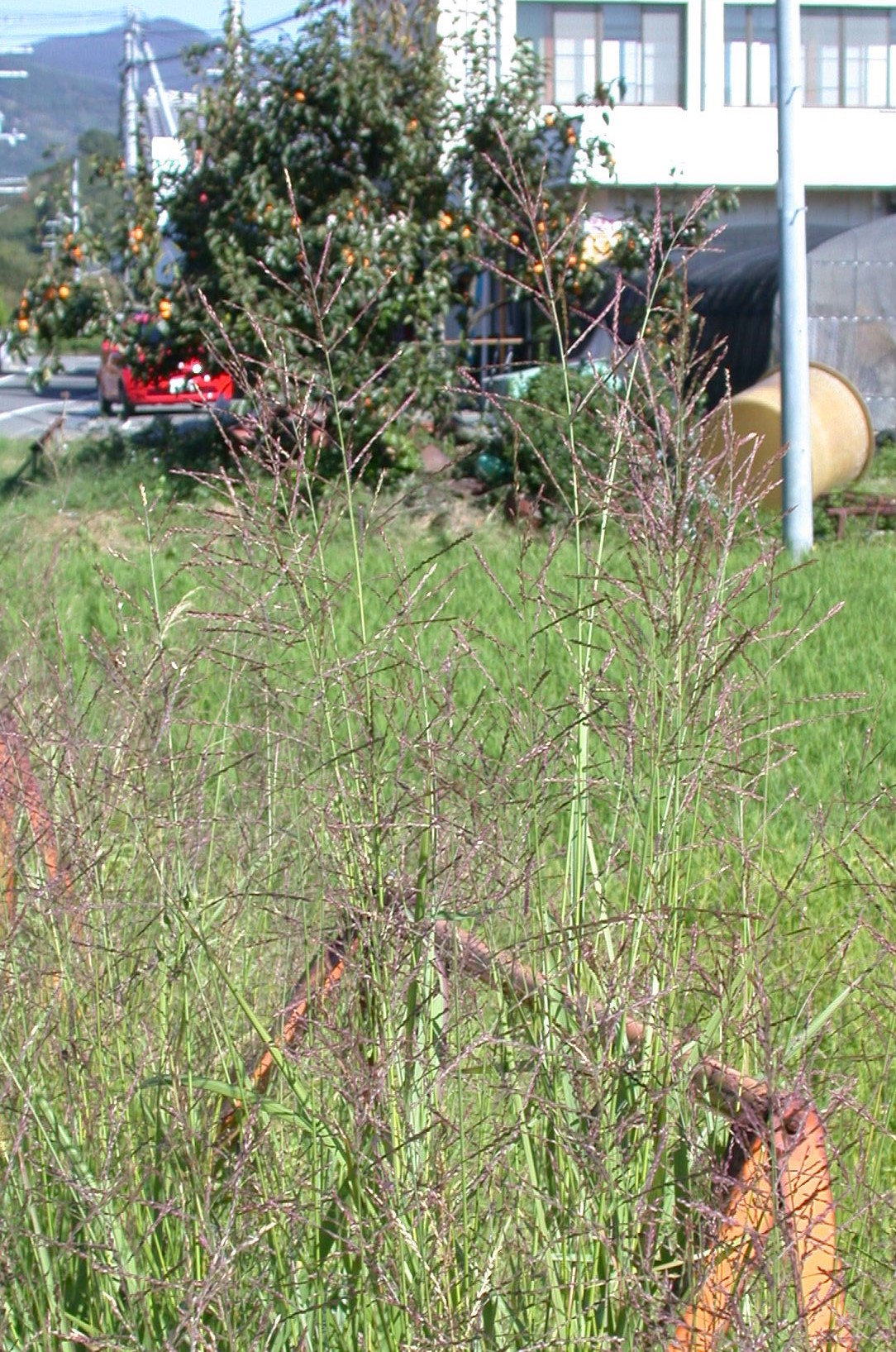
トダシバの穂
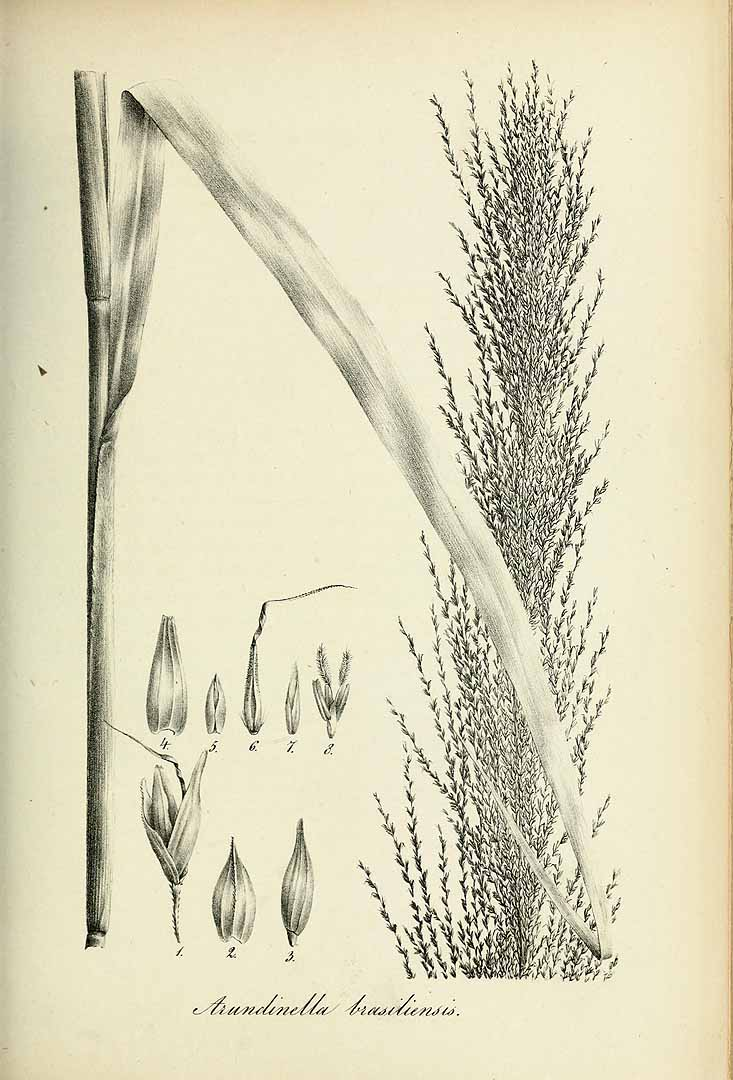
トダシバ属の1種の図版 Arundinella brasiliensis

- エノコログサ型 Setaria type はやはり2個の小花のみとなっているが第1小花がより退化し、ほぼ護頴のみの姿になる。第2小花では護頴も内頴も大きく熱くなって角質化して果実を守り、さらに内頴の外側を第1小花の護頴が包む。それらの外側に第1、第2包頴があるが、いずれも大きく発達せずに小穂の基部を包む形になる。

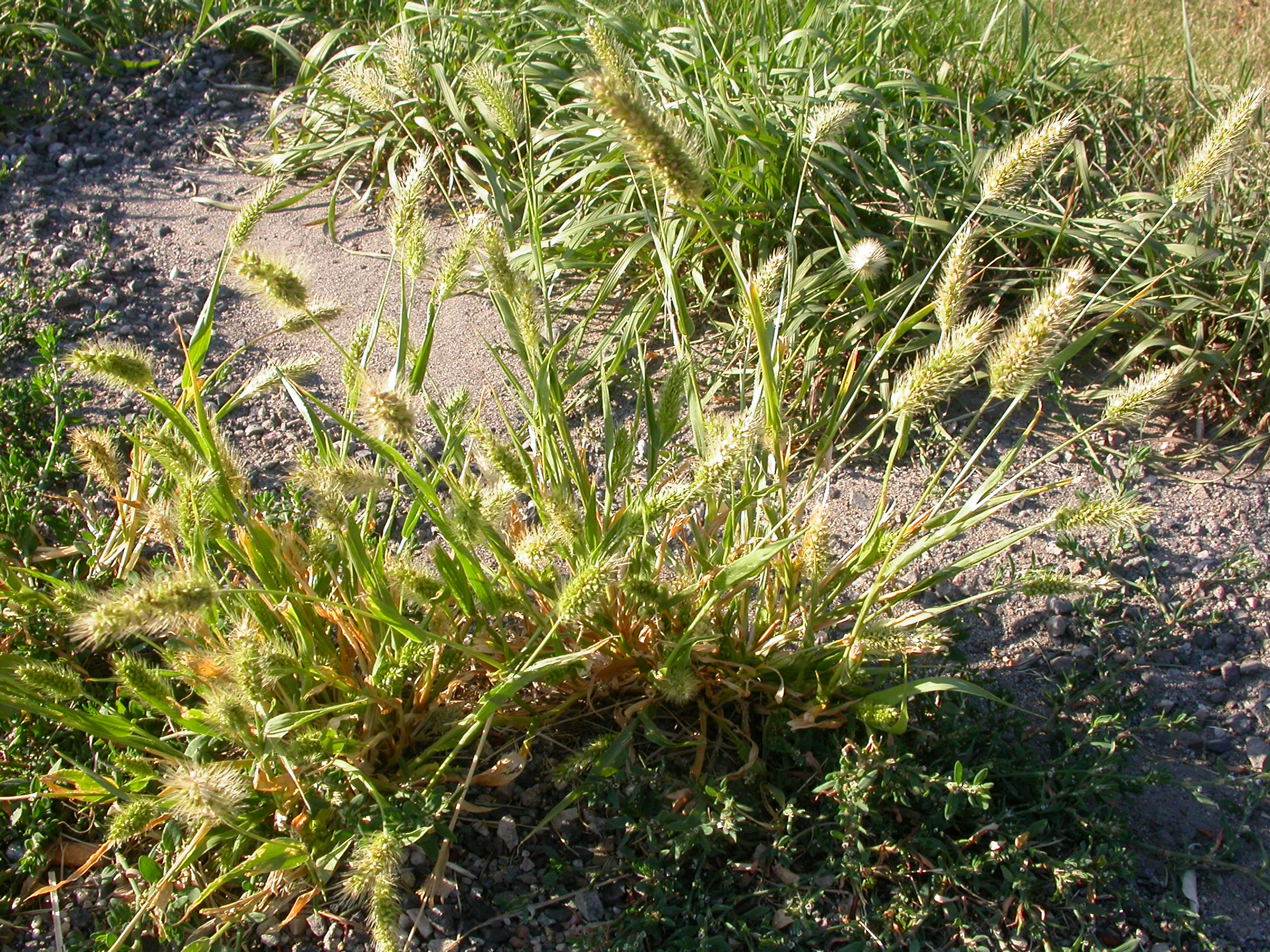
エノコログサ 以降も同じ
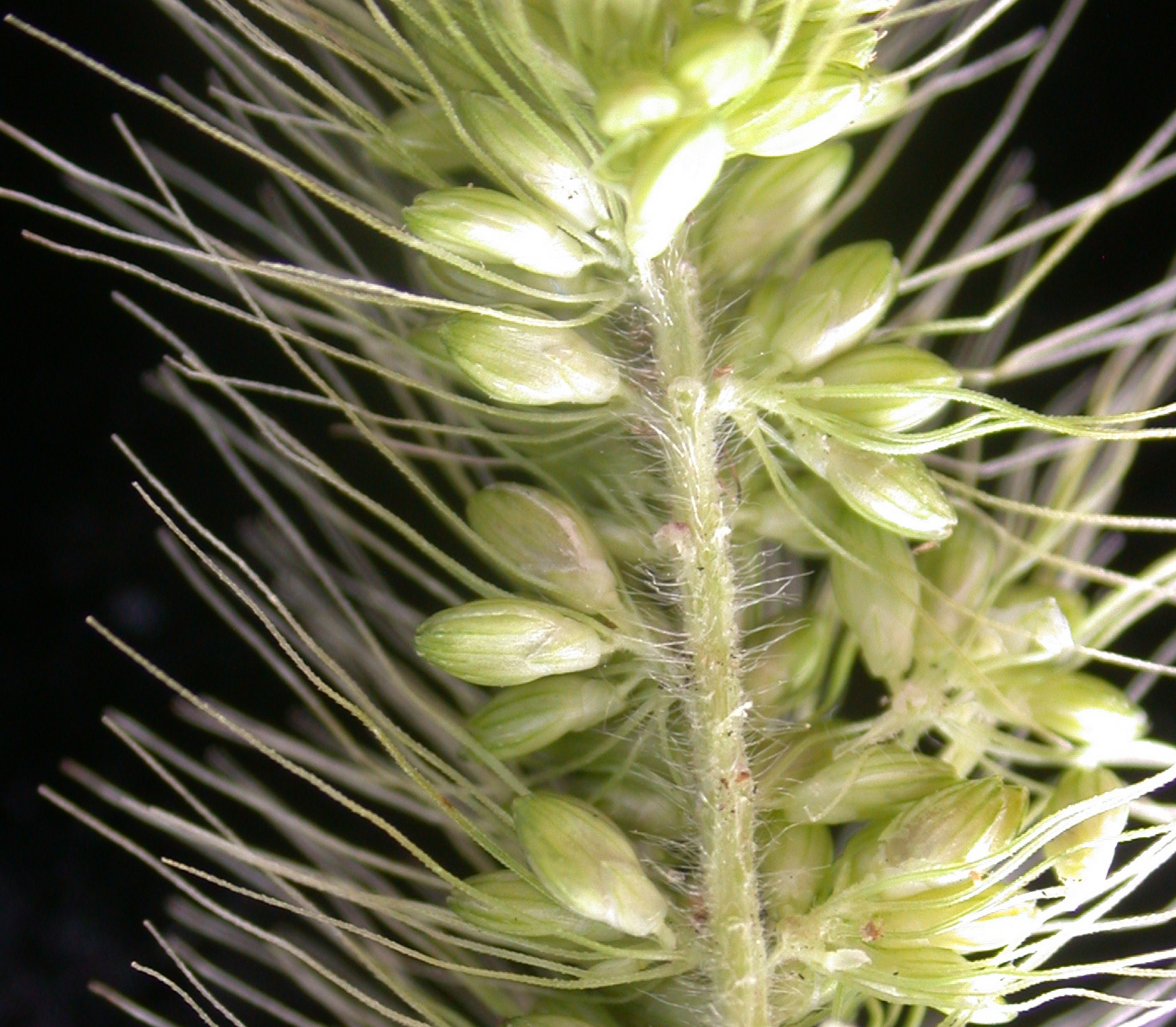
穂の拡大像
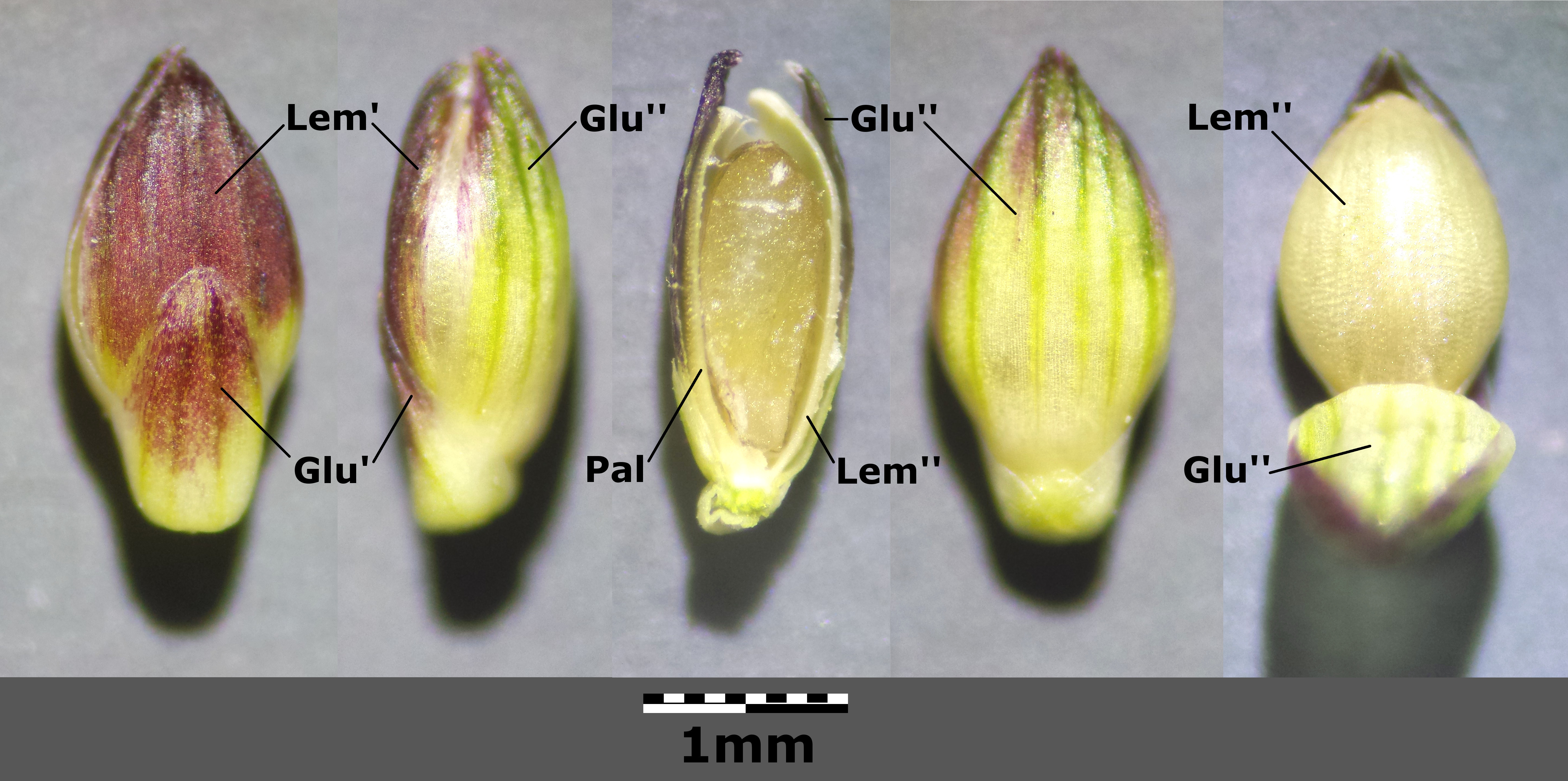
小穂の構造を示す
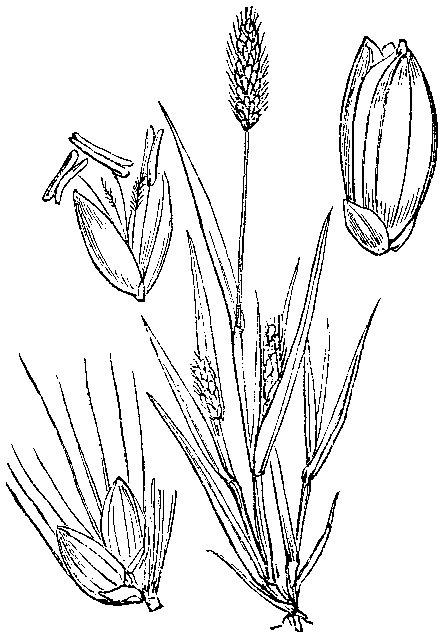
図版

- モロコシ型 Sorghum type はエノコログサ型と同様に第1小花は護頴のみを残し、第2小花は両性花で護頴と内頴を持つが、この方では小花の護頴や内頴は薄い膜質で丈夫に発達せず、それらを包む包頴が質が厚くなって小穂全体を包む形となる。

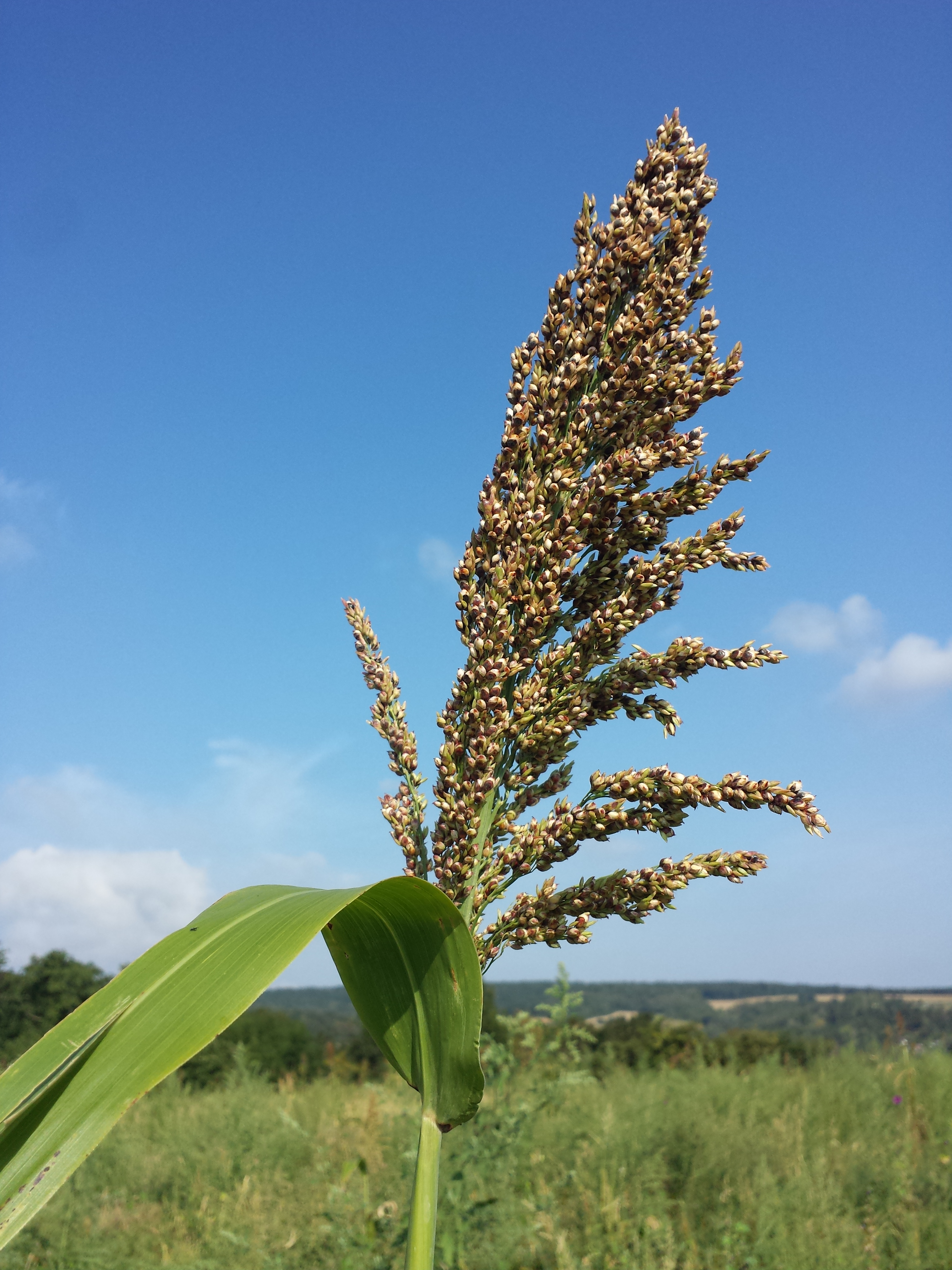
モロコシの穂 以降も同じ
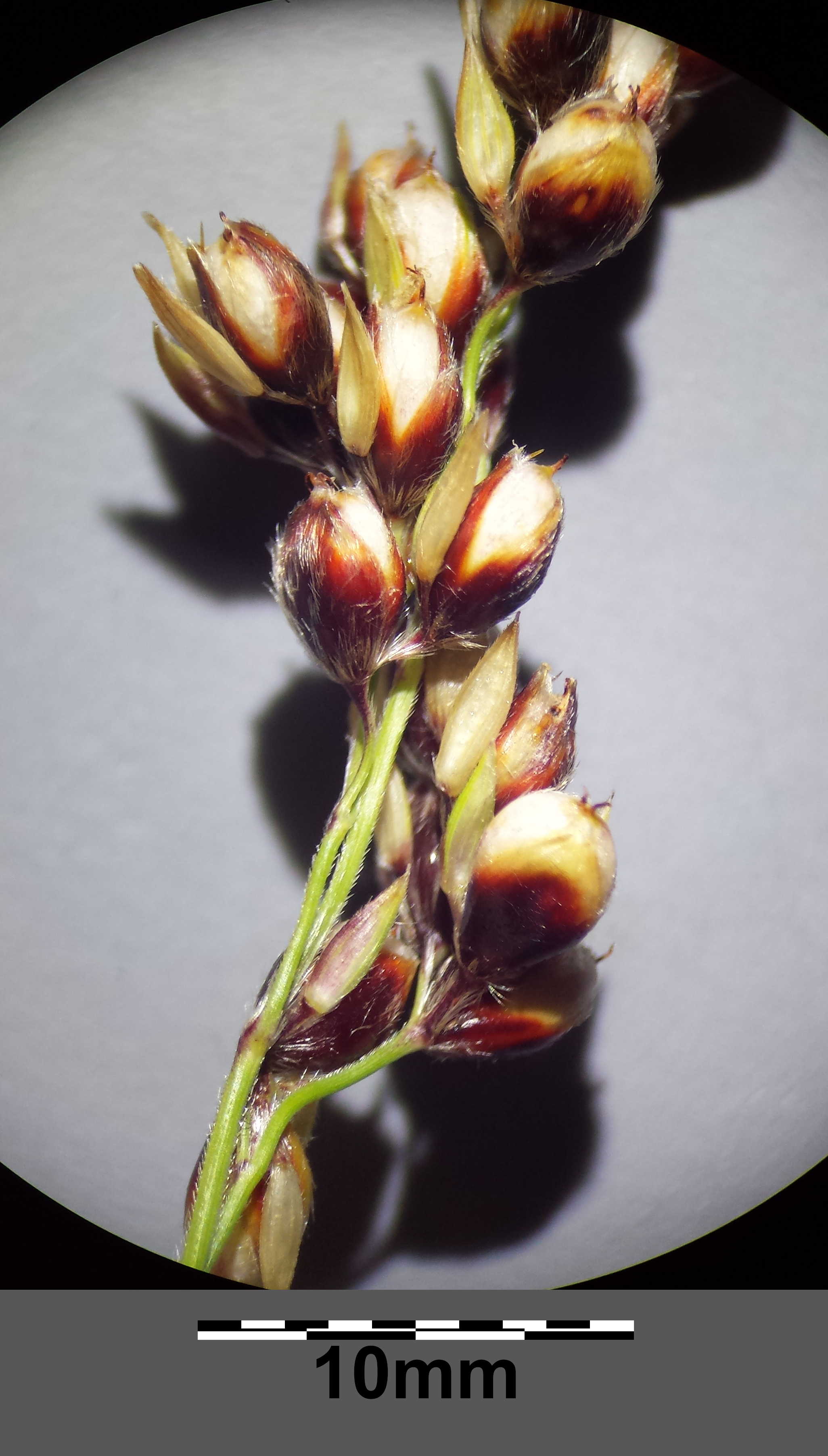
穂の拡大像
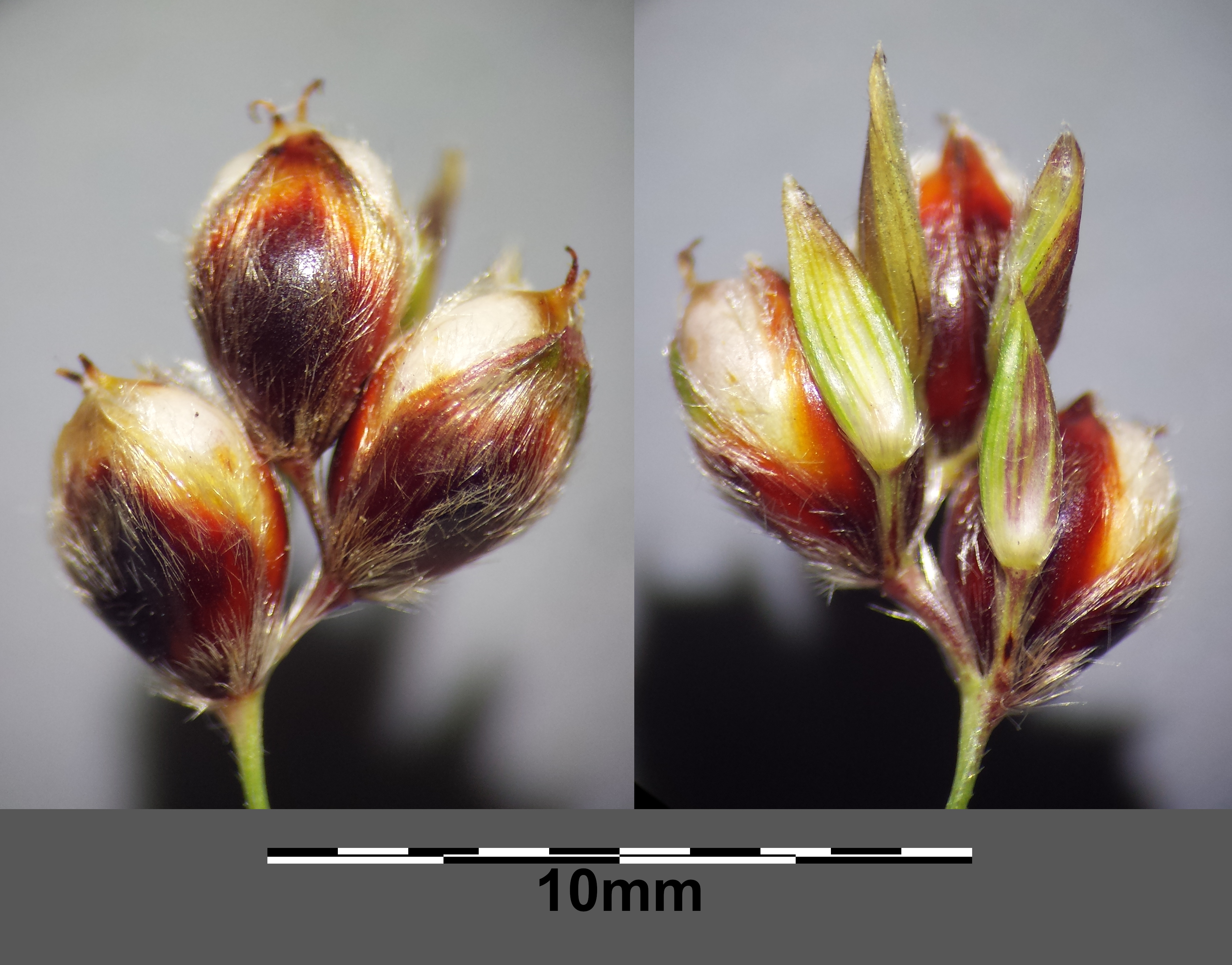
小穂の拡大像
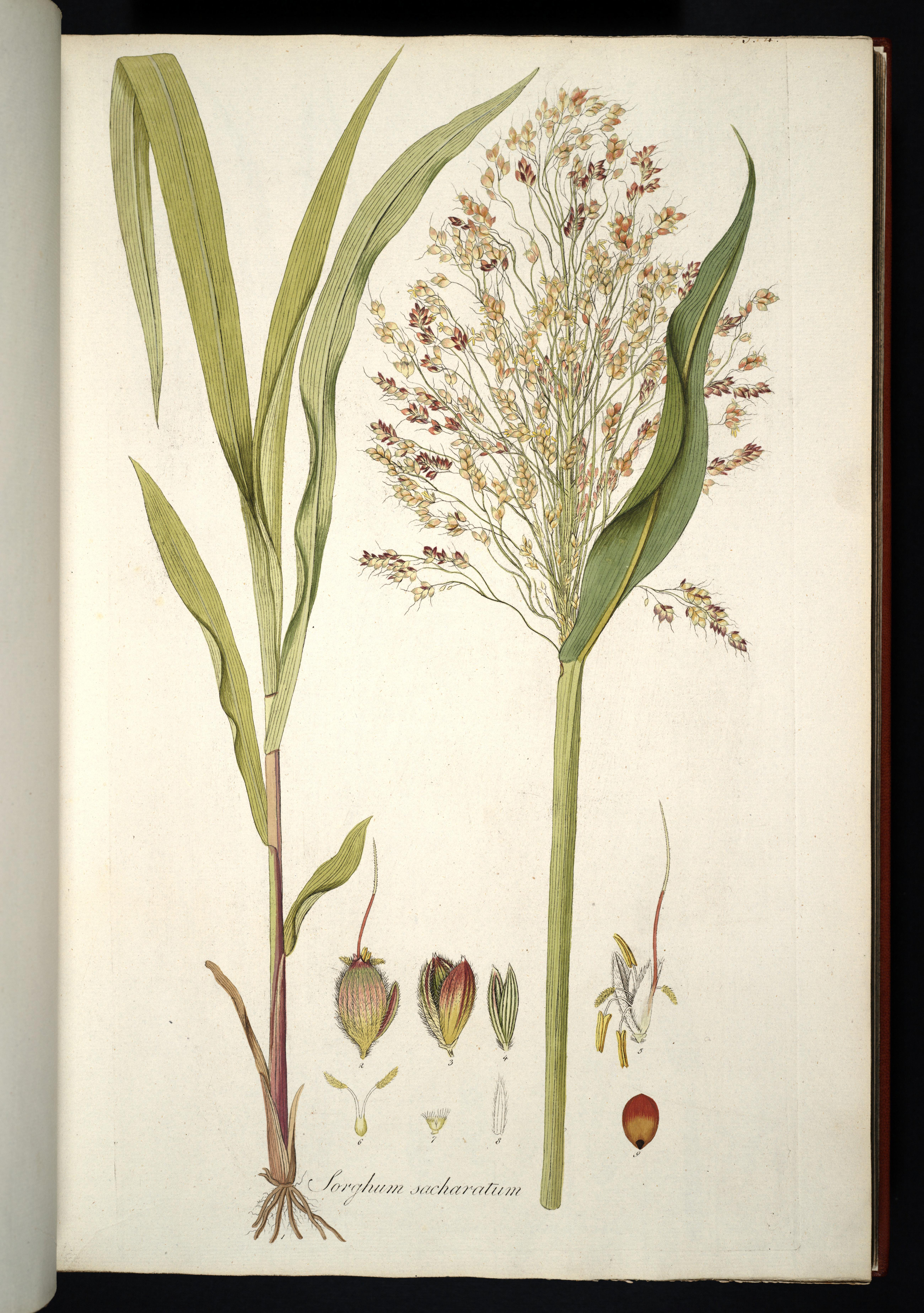
図版

このように『2個の小花のみを含み、第1小花が退化的で第2小花が両性花』という点ではこの3つは同じ仕組みとなっているが、そのような共通の構造があるにもかかわらずその外見や機能はかなり多様であることが分かる。特にモロコシ型では小穂や花序の外見が多様でわかりにくいという。その極端なものがトウモロコシで、小穂には雌雄の区別があり、しかもそれぞれにつく穂が異なり、雄小穂は茎の先端の穂に、雌小穂は葉腋から出る穂にそれぞれ纏まって生じる。外見的に言うと、たとえば長田 (1993) は冒頭の検索表で外見的にはっきり見分けられるものを第1群（特異な総苞を持つ）、第2群（小穂が花茎にめり込んでいる）として分けているが、そこに上がっているものはその大部分が本群のものである。

## 分布と属種
世界に広くあり、特に熱帯に多く、200属3000種以上がある。その分布域は「南極を除く全大陸」に渡る。ちなみにイネ科全体では700属に1万種以上と言われており、本亜科はイネ科の3割ほどを含むことになり、イネ科最大の亜科の1つとされる。

## 光合成に関して
トウモロコシを始め、本群に属する穀物が光合成においていわゆるC4植物であることが知られている。ただしC4型光合成にはそれを特徴付ける組織の解剖学的特徴や生化学的な特徴には幾つかの型があり、イネ科全体では10通りの型があり、その中で最も多いのがMADP-ME、MAD-ME、PCKの3つである。本亜科の植物にはC4植物が多いことは知られているが、必ずしも一様でなく、またC3植物も含まれている。この亜科全体で見るとC3であるものは一定数存在し、ただし大多数はC4である。より具体的に見るとウシクサ連のものは全てがC4のMADP-MEの型であるが、キビ連ではC4のものには8つの型のものが見られ、さらにC3/C4中間型のものが見られる。それらのC4化はこの群の系統において複数回、独自に進化した可能性が高い。

## 経緯
この亜科を1つの纏まりとして認めてきた歴史は長い。イネ科にはきわめて多くの属種があるが、それらを連や亜科という形で分類しようという試みは18世紀から始まったものである。Brown は1814年にイネ科をキビ連 Paniceceae とイチゴツナギ連 Poaceae に分けて見せたが、これは小穂の扁平化の方向、関節、それに小花の数を元にしたもので、この時のキビ連は現在のキビ亜科にほぼ近いものであった。それ以降20世紀を通じてイネ科の花序や小穂の構造に基づく分類体系は繰り返し提案され、それぞれに連の立て方やその内容は大きく変化したものの、幾つかの連はほぼ変わらない扱いをされてきており、その1つがキビ連であった。20世紀にはそれ以外の特徴、たとえば葉の解剖学的特徴、胚の解剖学的特徴、デンプン粒の特徴といったものへの検討も行われ、イネ科内の系統や進化の過程について検討がなされるようになり、イネ科の下位分類は様々に変更されてきたが、その流れの中でもキビ亜科の内容はほとんど変更を受けてこなかった。20世紀末より分岐分類学の手法が取り入れられるようになったが、そこでもキビ亜科の単系統性は認められた。

## 分類
イネ科の下位分類に関しては上記のように18世紀に始まり、その当初より本亜科を一纏まりの群とすることは認められたが、それ以外の全体の体系は変遷を繰り返した。しかし分子系統の進歩により21世紀に入ってある程度まで安定した体系が出来つつある。それによるとイネ科は巨大な2つのクレードと、それらより基部からそれぞれ独自に分かれた少数の系統からなっており、クレードの1つはBEPと呼ばれ、これはタケササ類とイネ類、それにイチゴツナギ亜科を含み、もう1つはPACCADと呼ばれ、草本性のイネ科を多数含み、キビ亜科もここに含まれる。
キビ亜科は上記のように2小花のみからなる小穂、それも第1小花は単性花かあるいはさらに退化して頴のみとなり、第2小花が両性花である、という共通の特徴を持ち、これはイネ科全体を見渡しても独特なもので、さらにデンプン粒の性質などを含め、古典的な形質による系統の検討でもその単系統であることは認められてきたし、現在進みつつある分子系統による検討でも多くの研究者がそれを認めている。

### 下位分類
この亜科を細分する連を立てることは1881年に Bentham が6つの連を立てたことに始まるが、20世紀を通じてより細分された連が様々に提案されては消えることが続いた。おおよそ広く認められてきたのは以下のような7連である（括弧内は属の数）。それぞれの日本産の代表的な属もあげておく。
- Andropogoneae ウシクサ連（ヒメアブラススキ連とも、85属）

Andropogon メリケンカルカヤ属・Apluda オキナワカルカヤ属・Arthraxon コブナグサ属・Bothriochloa モンツキガヤ属・Capillipedium ヒメアブラススキ属・Coix ジュズダマ属・Crysopogon オキナワミチシバ属・Cymbopogon オガルカヤ属・Dichanthium オニササガヤ属・Dimeria カリマタガヤ属・Eccoilopus アブラススキ属・Eremochloa チャボウシノシッペイ属・Eularia ウンヌケ属・Heteropogon アカヒゲガヤ属・Imperata チガヤ属・Ischaeum カモノハシ属・Microstegium アシボソ属・Miscanthus ススキ属・Phacelurus アイアシ属・Pogonatherum イタチガヤ属・Rottboellia ツノアイアシ属・Saccharum サトウキビ属・Schizachyrium ウシクサ属・Sorghum モロコシ属・Spodiopogon オオアブラススキ属・Themeda メガルカヤ属・Zea トウモロコシ属
- Paniceae キビ連（101属）

Axonopus ツルメヒシバ属・Cenchrus クリノイガ属・Cyrtococcum ヒメチゴザサ属・Digitaria メヒシバ属・Echinochloa イヌビエ属・Eriochloa ナルコビエ属・Ichnanthus タイワンササキビ属・Isachne チゴザサ属・Leptoloma ニセクサキビ属・Oplismenus チヂミザサ属・Panicum キビ属・Paspalidium スズメノヒエツナギ属・Paspalum スズメノヒエ属・Penisetum チカラシバ属・Rhynchelytrum ルビーガヤ属・Saccolepis ヌメリグサ属・Setaria エノコログサ属・Spinifex ツキイゲ属・Stenotaphrum イヌシバ属・Thuarea クロイワザサ属・Urochloa ニクキビモドキ属
- Arundinelleae　トダシバ連（12属）

Arundinella トダシバ属・Garnotia アオシバ属
- Isachneae （5属）
- Hubbardieae（1属）
- Steyermrkochloeae（1属）
- Neurachneae（3属）

上記の中では並んで最大の群であるウシクサ連とキビ連が、共に現在の分子系統の情報からもある程度に纏まった群であることは確かめられているが、細部には齟齬もあり、繰り返し見直しが続いている最中のようである。

## 人間との関係
穀物としては3大穀物の1つであるトウモロコシ、五穀に取り上げられることが多いキビ、アワが含まれ、それ以外にも雑穀として扱われるモロコシなど多くの種類が本亜科には含まれる。また穀物以外でもサトウキビも本亜科のものであり、牧草や芝生を含むと数え切れないほどに重要なものがあげられる。
また文化的には秋の七草にあるススキ、カルカヤはいずれも本亜科のもので、一面に生えて景観に一定の印象を与えるものとして評価されていると思われる。他方でチガヤやメヒシバなどは強雑草として知られており、ハイキビなどは侵略的外来種としても知られる。